# Marisa Prado
Olga Costenaro, mais conhecida como Marisa Prado (Araçatuba, 26 de dezembro de 1930 — Cairo, 12 de fevereiro de 1982) foi uma atriz brasileira.

## Biografia
Ainda criança muda-se com a família para São Bernardo do Campo e emprega-se na Companhia Cinematográfica Vera Cruz assim que ela se instala na cidade.
Começa na Vera Cruz como montadora de filmes, mas, muito bela, chama a atenção de Abílio Pereira de Almeida, que faz um teste com ela e aprova sua participação no filme "Tico-tico no fubá", no qual faz sua estreia no cinema no papel de Durvalina, ao lado de Anselmo Duarte e Tônia Carrero.
Rapidamente se torna uma das principais atrizes da Companhia e brilha nos filmes "Terra é sempre terra", "O cangaceiro" e "Candinho".
Foi casada com o cineasta e produtor Fernando de Barros, com o embaixador cubano em Paris no final da década de 1950 e com o milionário libanês Charles Gabriel de Chedid.
Viveu e filmou na Espanha e na França. Morreu no Egito, em circunstâncias que não foram bem esclarecidas em fevereiro de 1982. Segundo seu marido libanês, ela atravessava uma forte depressão.

## Filmografia
| Ano  | Título                          | Personagem      |
| ---- | ------------------------------- | --------------- |
| 1963 | No temas a la ley               | Flora           |
| 1963 | Plaza de oriente                | María Luisa     |
| 1963 | Aquí está tu enamorado          |                 |
| 1962 | Los secretos del sexo débil     |                 |
| 1961 | ¡Que padre tan padre!           |                 |
| 1961 | As Pupilas do Senhor Reitor     | Margarida       |
| 1960 | Mundo, demonio y carne          |                 |
| 1960 | Una chica de Chicago            |                 |
| 1960 | Nada menos que un arkángel      | Jovem americana |
| 1960 | El traje de oro                 | Elena           |
| 1959 | María de la O                   |                 |
| 1959 | La rebelión de los adolescentes |                 |
| 1959 | Vida sin risas                  |                 |
| 1956 | Tarde de toros                  | Isabel          |
| 1955 | Orgullo                         | Laura           |
| 1954 | Candinho                        | Filoca          |
| 1953 | O Cangaceiro                    | Olívia          |
| 1952 | Tico-Tico no Fubá               | Durvalina       |
| 1951 | Terra É sempre Terra            | Lina            |